# 北欧トーキョー
株式会社北欧トーキョー（ほくおうトーキョー、英: HOKUO TOKYO CO.,LTD.）は、かつて存在した神奈川県海老名市に本社を置く製パン企業。「HOKUO」ブランドを名乗る製パン会社の一つで、小田急グループに属していた。
2022年までは小田急電鉄沿線を中心に、東京都・神奈川県・埼玉県でベーカリーショップ「HOKUO」をチェーン展開し、座間市に本社と工場を置いていた。
2022年2月28日をもって株式会社ドンクへ一部事業を譲渡し、直営店「HOKUO」全店を閉店。
2022年9月、旧本社を置いていた神奈川工場（座間市）を株式会社イトーヨーカ堂が買収し、同社により製パン事業が継続されている。
北欧トーキョーは、2022年12月に本社を海老名市へ移転した のち、2024年3月18日付で清算を結了し、会社は消滅した。

## 歴史

### 北海道の「HOKUO」との業務提携で設立
1988年12月21日、北海道札幌市に本社を置く株式会社北欧（現：HOKUO）との業務提携により、株式会社北欧トーキョーを設立。ロゴマークは北海道の株式会社北欧と同様に、スカンジナビア十字のマークに「HOKUO」のロゴを用いていたが、北海道の北欧の十字マークが赤色なのに対し、北欧トーキョーの十字マークは黒地に白（または白地に黒）であった。また北欧トーキョーの店舗看板は黒地に青色を用いていた。
設立当初は小田急電鉄が75%、子会社の小田急商事が25%の出資比率であったが、株式会社北欧の経営破綻により業務提携を解消するとともに、小田急電鉄100%出資となった。
1989年2月には、神奈川工場（神奈川県座間市ひばりが丘四丁目26番1号）が竣工。同1989年3月に1号店となる経堂店を、小田急小田原線経堂駅のOdakyu OX経堂店1階（東京都世田谷区経堂）に開店。駅高架化と駅ビル「経堂コルティ」の建設に伴い、1号店の経堂店は「OX経堂店」として経堂コルティ内に再出店した。
1990年5月に株式会社ランドマークを買収し、同社の東京工場（八王子市）と千葉工場（流山市）および、南柏店、常盤台店、大久保店、八千代台店、楢原店、陽光台店の6店舗を譲受した。
店舗網の広がりにつれて小田急線沿線のみならず、JR各線沿線、京王線沿線、東武沿線にもにも積極出店し、他社線沿線の店舗も駅ナカなどに出店していた。
2022年2月時点で39店舗を出店、小田急小田原線沿線に16店舗、小田急多摩線沿線に1店舗、小田急江ノ島線沿線に4店舗、沿線外では東京都内に9店舗、神奈川県内に7店舗、埼玉県内に2店舗を出店していた。

### ドンクへの事業譲渡
新型コロナウイルス感染症の流行による外出自粛の影響や、コンビニエンスストアなどとの競争激化により経営環境が悪化したことを受け、親会社である小田急電鉄と神戸市東灘区に本社を置く株式会社ドンクは、2021年12月21日に業務提携に関する基本協定書を締結。北欧トーキョーの全店舗は2022年2月28日をもって営業を終了、同年3月15日付で小田急線沿線の10店舗をドンクへ譲渡、同年3月下旬からドンクの店舗として営業を開始する予定とした。同年4月1日以降、ドンクへ譲渡された10店舗は新ブランド「ドンクエディテ」の店舗として順次営業を再開したが、新店舗の開店時期は同年4月から6月下旬となった。
なお2022年2月時点で、ドンクも小田急グループのショッピングセンター内の新百合ヶ丘エルミロード店をはじめ、西武池袋店、立川ルミネ店、そごう横浜店、西武東戸塚店、川崎ラゾーナ店、ららぽーと海老名店、大船アトレ店など、北欧トーキョーの店舗と隣接する地域に出店していた。4月より「ドンクエディテ」へ転換する店舗の地域は、10店舗中7店舗が神奈川県内で、東京都内の店舗は3店舗のみとなった。
全店閉鎖後も、イトーヨーカ堂への神奈川工場売却までは、Odakyu OXなどの小田急グループの店舗への商品供給のみ継続していた。

### イトーヨーカ堂への工場売却
直営店「HOKUO」全店閉店後の2022年9月、株式会社イトーヨーカ堂が、かつて本社所在地でもあった北欧トーキョー神奈川工場を買収、同工場に「HOKUO パン工場直売所」を新たに設置し、工場で製造したパンのアウトレット販売を開始した。
これに伴い、北欧トーキョーが製造した「HOKUO」ブランドのパンの販売を、小田急線沿線を中心に東京都・神奈川県内のイトーヨーカドー店舗で順次再開した。なお販売形態はインストアベーカリー（テナント出店）ではなく、イトーヨーカドーの食品フロアのパン売場に小規模なコーナーを設けての販売となり、専用コーナーには「HOKUO 手づくりパン専門店」と書かれた青色基調のPOP看板が設置されている。ただし直営店時代に使用していたスカンジナビア十字のロゴマークは使用しておらず、直営店時代の公式ウェブサイトにあったキャラクターのイラストが描かれている。同年12月1日には、本社所在地を座間市から海老名市へ移転した。
神奈川工場はイトーヨーカ堂に売却し、販売の場も直営店からイトーヨーカドー店舗へ移ったものの、2024年3月までは北欧トーキョーの法人格は残されていたが、同年3月18日付で清算結了し解散した。

## 沿革
- 1988年（昭和63年）12月21日 - 株式会社北欧との業務提携により、株式会社北欧トーキョーを設立[2]。
- 1989年（平成元年）
  - 2月 -神奈川工場が竣工[2]。
  - 3月 - 第1号店として経堂店を開業し、営業開始[2]。
- 1990年（平成2年）5月 - 株式会社ランドマークを買収、同社の2工場・6店舗を譲受[2]。
- 1998年（平成10年）7月 - 千葉工場（株式会社ランドマークから継承）を閉鎖[2]。
- 2004年（平成16年）- 小田急ポイントカード（OPカード）加盟店となる。
- 2008年（平成20年）11月 - 東京工場（株式会社ランドマークから継承）の増改築が竣工[2]。
- 2009年（平成21年）3月 - 本店所在地を神奈川工場所在地（座間市ひばりが丘四丁目26番1号）へ移転[2]。
- 2010年（平成22年）5月 - 小田急商事が保有する全株式を小田急電鉄へ譲渡[2]。
- 2014年（平成26年）9月 - 新本社・神奈川工場第一期竣工、新神奈川工場が操業開始[2]。
- 2015年（平成27年）10月 - 新本社・神奈川工場第二期竣工[2]。
- 2020年（令和2年）6月 - 東京工場を閉鎖、製造拠点を神奈川工場へ集約する[2]。
- 2021年（令和3年）12月21日 - 小田急電鉄と株式会社ドンクが業務提携に関する基本協定書を締結[4][9][10]。
- 2022年（令和4年）
  - 2月28日 - 同日までに全店を閉店[4][9][10][11]。
  - 4月1日 - 同日からから順次、株式会社ドンクへ譲渡された10店舗が「ドンクエディテ」の店舗として営業再開[12]。
  - 9月 - 株式会社イトーヨーカ堂が北欧トーキョー神奈川工場（座間市）を買収[5]、同工場に「HOKUO パン工場直売所」を新設[6]。これに伴い、北欧トーキョー製造によるパンの販売を東京都・神奈川県内のイトーヨーカドー店舗で順次再開[5]。
  - 12月1日 - 本社所在地を座間市から海老名市へ移転[1]。
- 2024年（令和6年）3月18日 - 清算結了し会社は消滅[1]。

## 事業所
2023年6月時点。
- 本社事務所：神奈川県海老名市めぐみ町2番2号[1]
- 神奈川工場：神奈川県座間市ひばりが丘4丁目26番1号[2]
全店閉鎖後の2022年9月、イトーヨーカ堂が買収し「HOKUO パン工場直売所」を新たに併設[5][6]。
2022年12月の本社移転までは、本社事務所を兼ねていた[2]。

### 過去に存在した事業所
いずれも1990年5月に買収した株式会社ランドマークの工場であった。
- 東京工場：東京都八王子市大和田町1丁目11番23号
- 千葉工場：千葉県流山市向小金（国道6号沿い）千葉工場は店舗も兼ねていた。[要出典]

## 過去に存在した店舗
全店が小田急ポイントカード（OPカード）加盟店であった。

### 事業譲渡による閉店店舗
2022年2月現在。特記なき店舗は2022年2月28日閉店。

#### 小田急線沿線
- 小田急小田原線

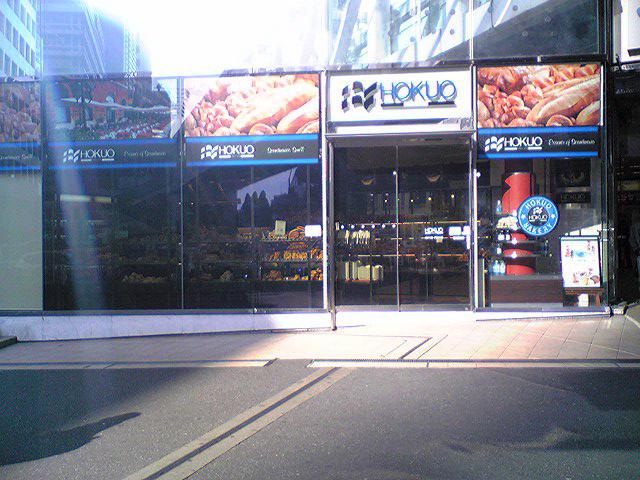
新宿ミロード店

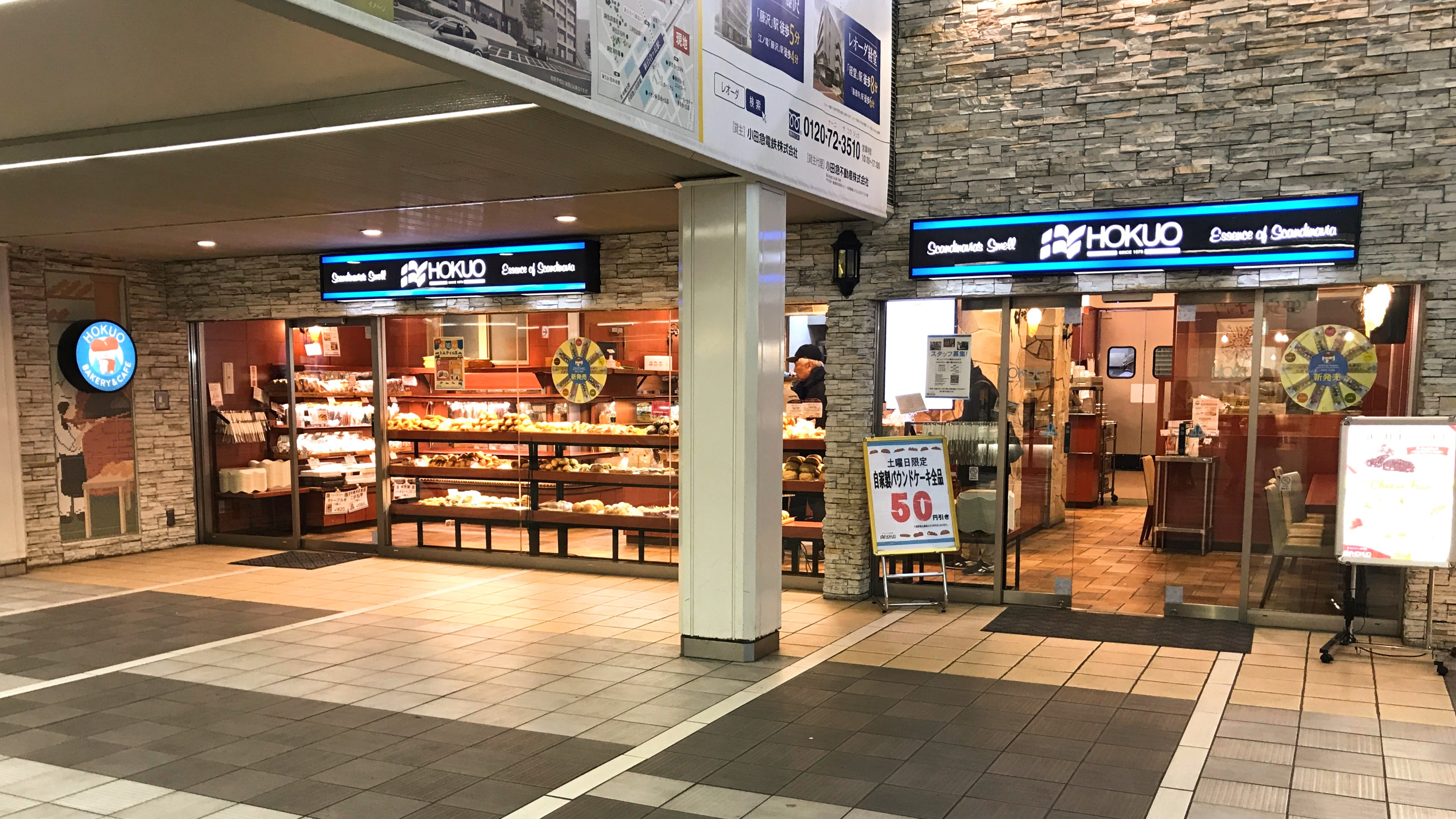
新百合ヶ丘駅店

  - 新宿ミロード店：新宿駅、新宿ミロード1階（ベーカリー）
  - the Garden 新宿西口店：小田急線新宿駅西口地下1階（ベーカリーカフェ）
  - 下北沢店：下北沢駅、小田急線中央改札口すぐ（ベーカリーカフェ）
  - OX経堂店：経堂駅、経堂コルティ1階（ベーカリーカフェ）- 1号店の経堂店が再出店。
  - 千歳船橋店：千歳船橋駅改札横（ベーカリー）
  - 祖師ヶ谷大蔵店：祖師ヶ谷大蔵駅改札前（ベーカリーカフェ）
  - 狛江店：狛江駅改札内（ベーカリー）
  - 登戸店：登戸駅、味の食彩館のぼりと3階（ベーカリーカフェ）
  - 百合ヶ丘店：百合ヶ丘駅南口（ベーカリーカフェ）
  - 新百合ヶ丘店：新百合ヶ丘駅、小田急マルシェ新百合ヶ丘1階（ベーカリーカフェ）
  - 相模大野店：相模大野駅、Odakyu OX相模大野店内（ベーカリーカフェ）
  - 相武台店：相武台前駅、小田急マルシェ相武台2階（ベーカリーカフェ）
  - 海老名店：海老名駅西口改札前（ベーカリーカフェ）
  - 本厚木ミロード店：本厚木駅東口改札前（ベーカリー）
  - 伊勢原店：伊勢原駅改札前（ベーカリーカフェ）
  - 秦野店：秦野駅改札前（ベーカリーカフェ）
- 小田急多摩線
  - 栗平店：栗平駅北口、Odakyu OX栗平店前（ベーカリーカフェ）
- 小田急江ノ島線
  - 中央林間店：中央林間駅、小田急江ノ島線南口改札前（ベーカリー）
  - 南林間店：南林間駅改札前（ベーカリー）
  - 大和店：大和駅、小田急大和駅ビルPROSS 1階（ベーカリーカフェ）
  - 湘南台店：湘南台駅、小田急江ノ島線乗り換え通路横（ベーカリー）

#### 沿線外
- 東京都

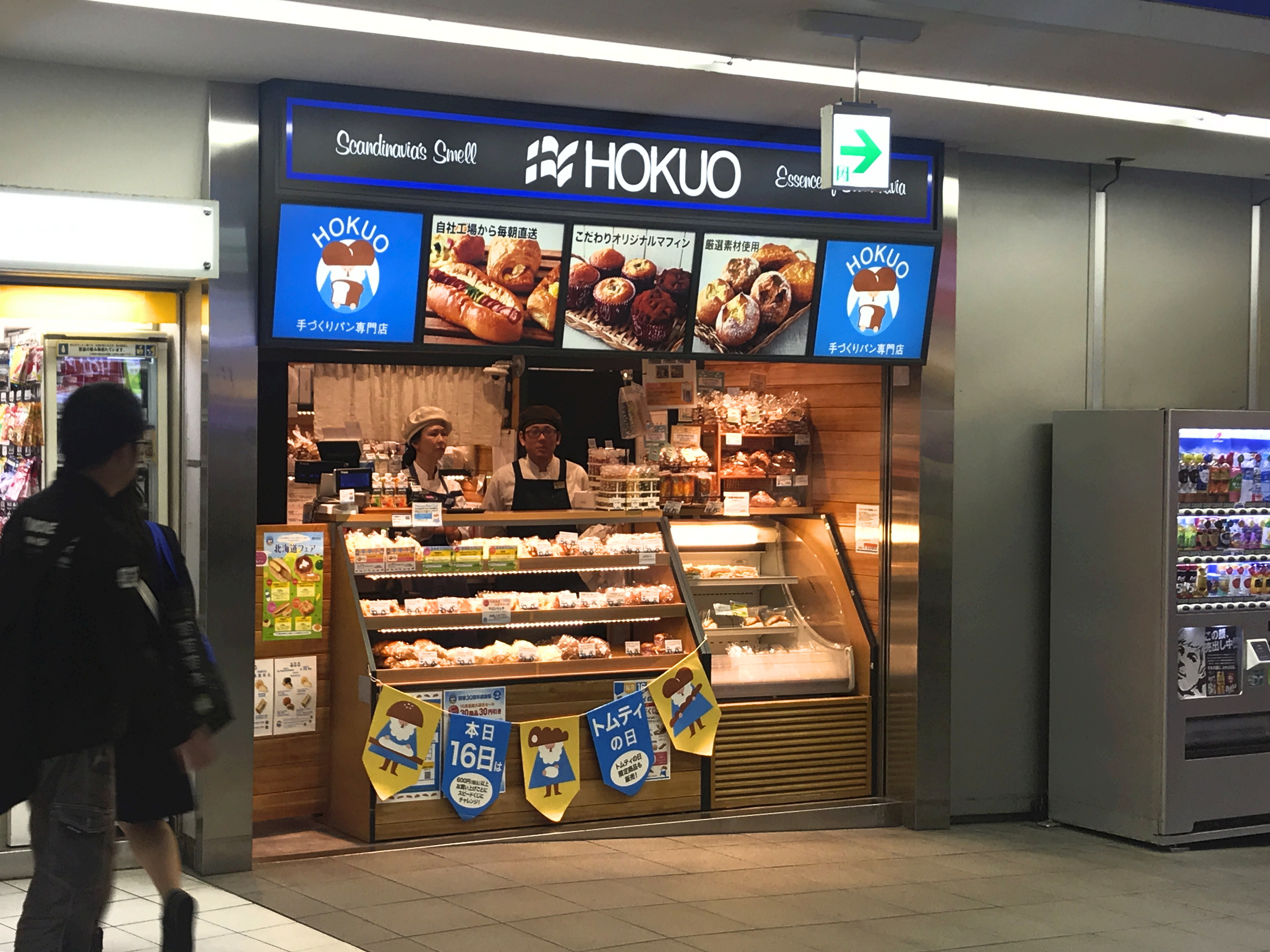
横浜相鉄店

  - 大手町サンケイビル店：東京メトロ大手町駅、東京サンケイビル地下1階（ベーカリーカフェ）
  - 新富町店：東京メトロ新富町駅改札前（ベーカリーカフェ）
  - 池袋西口店：池袋駅西口、ホテルメトロポリタン前（ベーカリーカフェ）
  - アトレ上野店：JR上野駅中央改札口、アトレ上野EAST 地下1階（ベーカリー）
  - エキュート立川店：JR立川駅東改札内 エキナカEAST（ベーカリー）
  - 明大前店：京王線明大前駅中央口前（ベーカリー）
  - 府中店：京王線府中駅、武蔵府中ル・シーニュ2階（ベーカリー）- 2月27日閉店
  - 京成高砂店：京成電鉄京成高砂駅、京成金町線専用改札横（ベーカリーカフェ）
  - 梅島店：東武伊勢崎線梅島駅改札前（ベーカリーカフェ）- 2月25日閉店
- 神奈川県
  - 川崎アゼリア店：JR川崎駅、川崎アゼリア内、NMF川崎東口ビル出入口横（ベーカリー）
  - 横浜相鉄店：相鉄本線横浜駅2階改札内（ベーカリー）
  - さがみ野店：相鉄本線さがみ野駅北口、さがみ野相鉄ライフ1階（ベーカリーカフェ）
  - 綱島店：東急東横線綱島駅改札内（ベーカリー）
  - 戸塚地下店：JR戸塚駅地下コンコース（ベーカリー）
  - 戸塚橋上店：JR戸塚駅地上券売機横（ベーカリー）
  - アトレ大船店：JR大船駅南改札外（ベーカリー）
- 埼玉県
  - 蕨店：JR京浜東北線蕨駅東口階段下りてすぐ（ベーカリー）
  - 春日部店：東武伊勢崎線春日部駅西改札口横（ベーカリー）

#### ドンクの店舗として再開した店舗
株式会社ドンクが北欧トーキョーから譲受した小田急沿線の10店舗は、2022年4月1日よりドンクの新ブランド「ドンクエディテ (DONQ ÉDITER)」として順次開店、同年7月下旬までに以下の全10店舗をオープン。
- 経堂店 - 2022年5月20日、ドンクエディテ小田急経堂店として開店[12]。
- 千歳船橋店 - 2022年4月1日、ドンクエディテ小田急千歳船橋店として開店[12]。
- 祖師ヶ谷大蔵店 - 2022年4月1日、ドンクエディテ小田急祖師ヶ谷大蔵店として開店[12]。
- 新百合ヶ丘店 - 2022年4月28日、ドンクエディテ小田急新百合ヶ丘店として開店[12]。
- 相模大野店 - 2022年4月15日、ドンクエディテ小田急相模大野店として開店[12]。
- 本厚木店 - 2022年4月28日、ドンクエディテ小田急本厚木店として開店[12]。
- 海老名店 - 2022年5月20日、ドンクエディテ小田急海老名店として開店[12]。
- 伊勢原店 - 2022年6月3日、ドンクエディテ小田急伊勢原店として開店[12]。
- 中央林間店 - 2022年6月3日、ドンクエディテ小田急中央林間店として開店[12]。
- 湘南台店 - 2022年7月20日、ドンクエディテ小田急湘南台店として開店[12]。

### 事業譲渡前に閉店した店舗
2022年2月以前に閉店した店舗。

#### 小田急線沿線

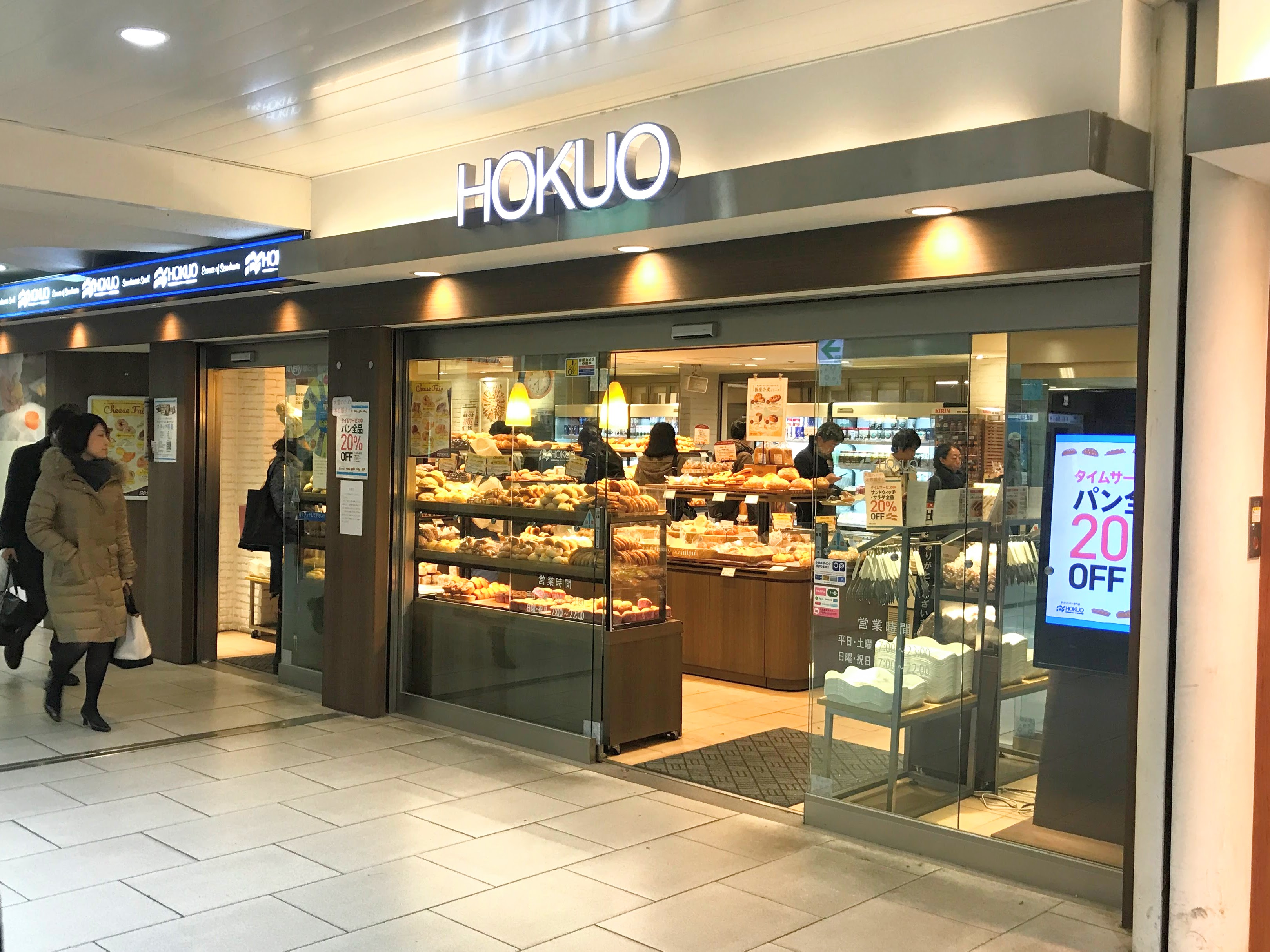
新宿エース北店

- 新宿西口店：新宿駅西口、本屋ビル地下1階（ベーカリー）
- 新宿エース北店：新宿駅西口地下、小田急エース北館 - 2021年9月30日閉店[14]。
- 新宿エース南店：新宿駅西口地下、小田急エース南館 - 2021年9月30日閉店[14]。
- 経堂北口店：経堂駅東口高架下（ベーカリーカフェ）- 1号店の経堂店、事業譲渡まで営業していた経堂コルティ店とは別の店舗[15]。
- 多摩カリヨン店：小田急多摩センター駅南口、多摩カリヨン館2階（ベーカリーカフェ）[16] - 2020年5月31日閉店[17][18]。
- 町田カリヨン店：町田駅東口広場前、小田急百貨店町田店1階（ベーカリーカフェ）- 2016年5月31日閉店[19]。同店閉店により町田市から撤退[19]。
- 相模原店：小田急相模原駅、ラクアル・オダサガ1階（ベーカリーカフェ）[20] - 2016年5月31日閉店[19]。

#### 沿線外
- 八重洲地下街店：東京駅八重洲口、八重洲地下街北1号（ベーカリー）
- 有楽町店：有楽町駅敷地外、有楽町中央通り付近（ベーカリーカフェ）
- 錦糸町店：錦糸町駅、テルミナ2（ベーカリー）
- 亀有店：亀有駅、ビーンズ亀有内（ベーカリー）- 2022年2月現在はポンパドウルが出店[21]。
- 中野坂上メトロピア店：東京メトロ中野坂上駅、中野坂上メトロピア（ベーカリー）
- 上野毛店：東急大井町線上野毛駅駅ビル内（ベーカリーカフェ）
- 和光市店：東武東上線・東京メトロ有楽町線和光市駅構内南口（ベーカリー）
- 新所沢店：西武鉄道新所沢駅、Emio新所沢（ベーカリー） - Emioリニューアル時に神戸屋の居抜きで出店、西武鉄道沿線では唯一の店舗であった。